# 印第安人头像金币
原住民头像金币（英語：Indian Head gold pieces）又名普拉特－毕格罗金币（英語：Pratt-Bigelow gold coins），是美国铸币局生产的两种设计上完全相同的金质硬币，其中一种面值为2.5美元，又称四分之一鹰；另一种面值5美元，又称半鹰。四分之一鹰于1908至1915年打造，之后又于1925至1929年恢复生产；半鹰则是在1908至1916年铸造，之后还曾于1929年生产。截至2014年，这两种金币仍然是所有美国流通硬币中唯一采用凹槽设计的币种。两种金币也是美国发行的最后一种5美元或2.5美元面额流通金币，两个早在18世纪90年代诞生的金币系列至此成为历史。
从1904年开始，总统西奥多·罗斯福就大力倡导重新设计美国硬币，在他的举荐下，铸币局同雕塑家奥古斯都·圣·高登斯取得联系，请他操刀5种无须国会授权就可以重新设计的硬币（4种金币和1种美分币）。高登斯在1907年8月去世前完成鹰扬金币和双鹰金币的设计，只是两者都还需要部分后续工作才能付诸铸币实践。
鹰扬金币和双鹰金币于1907年末开始进入流通，铸币局接下来开始考虑半鹰和四分之一鹰，原本的打算是直接复制双鹰金币设计。但是，半鹰和四分之一鹰的尺寸比双鹰要小，铸币局当时的技术水平难以在这么小的硬币上刻上完全相同的铭文。1908年4月，铸币局局长弗兰克·利奇听从罗斯福的建议，决定以鹰扬金币为基础重新设计两种金币，把背景高度压低，从而令浮雕显得更深。经总统的朋友威廉·斯特吉斯·毕格罗邀请，波士顿雕塑家贝拉·里昂·普拉特成为半鹰和四分之一鹰金币的设计者。此后虽然遇到过一些困难，但铸币局一一克服，长年担任铸币局首任雕刻师一职的查尔斯·爱德华·巴伯与其他雕刻师对普拉特的设计做出多项调整，这让普拉特颇感不满。
第一次世界大战爆发后，黄金从市场流通中消失，两种金币也相继停产，直到20世纪20年代下半叶才再度投产。两种金币都没有大批量进入流通，四分之一鹰一度成为流行的圣诞礼物。1933年，总统富兰克林·德拉诺·罗斯福中止金币发行，还召回了许多原本由银行或私人保留的金币。

## 构想
1904年，美国总统西奥多·罗斯福告知财政部长莱斯利·莫蒂埃·肖（Leslie Mortier Shaw），他觉得美国硬币的艺术品质欠佳，或者可以考虑请位民间雕塑家来给予美国硬币更加现代、更富艺术气息的新形象，总统为此推荐自己的朋友奥古斯都·圣高登斯（Augustus Saint-Gaudens）。根据罗斯福的提议，肖下令隶属财政部的美国铸币局聘请圣高登斯，重新设计当时已无需国会授权就可以换用新设计方案的5种硬币，其中1种是美分币，另外4种都是金币，分别是四分之一鹰、半鹰、鹰扬和双鹰。根据1792年铸币法案的规定，金币上的每只“鹰”代表10美元面值。
铸币局官员原以为4种金币会是相同的设计，只是按硬币尺寸比例增减。但总统罗斯福于1907年5月决定，不再沿去过去的惯例，将鹰扬和双鹰金币分别采用不同的设计。这年8月，圣高登斯因癌症辞世，即将离任的铸币局局长乔治·罗伯茨（George E. Roberts）写道：半鹰和四分之一鹰（金币的设计）还没有得到总统的任何指示，但我估计这两种都会沿用鹰扬金币设计。克服了许多困难后，铸币局于这年末根据圣高登斯的设计稿发行鹰扬和双鹰金币。其中鹰扬金币正面是戴有印第安人头饰的自由女神，背面则是一只站立的白头海雕；双鹰金币正面是大步前进的自由女神，背面则是飞鹰。
由于尺寸较大的两种金币在实际投产前遇到很多困难，所以半鹰和四分之一鹰金币的设计直到1907年末才重新进入议程。财政部长乔治·科特柳（George Cortelyou）在1907年11月28日的信中称，双鹰金币的设计可以用在尺寸较小的两种金币上。12月2日，铸币局局长弗兰克·利奇（Frank Leach）指示费城铸币局根据双鹰金币设计准备两种小号金币的铸币模具。首席雕刻师查尔斯·爱德华·巴伯在一周后回复称，法律规定硬币上必须刻有包括（“美利坚合众国”）在内的许多文字，要是把双鹰金币设计用在尺寸较小的半鹰等金币上，再刻上这些文字存在技术困难。双鹰金币边缘刻有（“合众为一”）字样，但对于尺寸与镍币和角币差不多的两种金币来说，这是不切实际的。费城铸币局局长约翰·兰迪斯（John Landis）把巴伯的信转交利奇，并附言：“我知道在四分之一鹰的周围加上‘’会非常困难，但我实在想不出还能有别的什么路可以走，必须得试上一试。”
巴伯受命解决这些困难。他计划把圣高登斯双鹰金币设计的浮雕改浅，但工作进展上过于缓慢。利奇给圣高登斯的律师去信，询问是否能请雕塑家的助手亨利·赫林（Henry Hering）操刀。赫林愿意出马，请铸币局提供双鹰金币设计的放大模型。巴伯对铸币局再度请外人插手深感不满，称之前的双鹰和鹰扬金币就是因找圣高登斯设计而导致延迟：“除非（我们）又要白白浪费一年时间，否则完全没必要再去麻烦赫林先生。”1908年1月3日，利奇致信赫林，称铸币局会完成所有工作，不需要再麻烦他。

## 创新
威廉·斯特吉斯·毕格罗博士（Dr. William Sturgis Bigelow）是罗斯福总统的朋友，1907年大部分时间他都待在日本，回到波士顿的家中后，他从联邦参议员亨利·卡伯特·洛奇（Henry Cabot Lodge）口中得知圣高登斯设计的硬币。罗斯福有多位朋友拿到过双鹰金币的早期样本，毕格罗便是其中之一。他于1908年1月8日致信总统，称赞圣高登斯设计的金币，还表示自己正和波士顿雕塑家贝拉·普拉特（Bela Pratt）合作，或许会想到办法，让另外两种金币都能保持较深的浮雕。使用这种方式制成的硬币还能有效防止磨损，而且堆叠也很方便（通常浮雕较深的硬币既易磨损，又难以堆叠）。总统在1月10日的回信中表示很有兴趣，普拉特于是很快就忙于制作模型，准备交给总统过目。罗斯福则没有马上将这一消息转告铸币局。

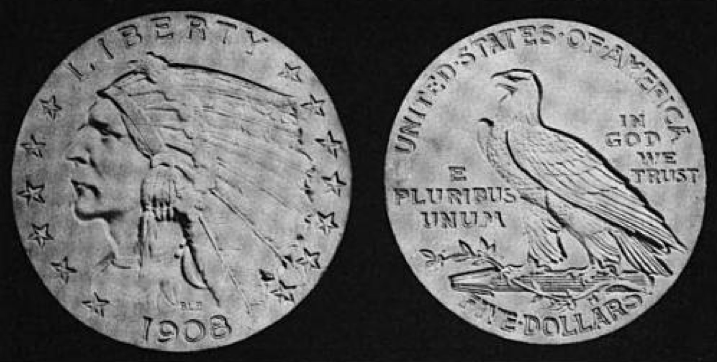
贝拉·普拉特制作的半鹰金币石膏模型

国会曾于1865年3月通过法案，规定所有尺寸足够的硬币上都必须刻有格言（“我们信仰上帝”），但新发行的鹰扬金币和双鹰金币上却遗漏了这句话，并因此引起了相当大的争议，国会也准备要求铸币局采取措施，在所有硬币上加上格言，利奇为此下令暂停半鹰和四分之一鹰的设计。铸币局起初在把双鹰金币设计应用到尺寸较小的金币上时就已深感棘手，难以为法律规定要有的其他铭文找到足够且恰当的位置，谁料想还要再加上这句。利奇和巴伯估计国会法案会获通过，所以继续设计工作，2月26日，铸币局打造了至少一枚图案币，由利奇呈交总统。
普拉特以10美元金币为基础设计了两种金币的正面，但他把圣高登斯设计的自由女神更换成男性印第安人头像，源于自己收藏的男性印第安人照片，只是其身份已无从考证，然后完成硬币的石膏模型。他把一套模型放在自己位于康涅狄格州的工作室展示，另一套则发给毕格罗转交总统。4月3日，罗斯福、毕格罗和利奇共进午餐，总统对普拉特的设计非常有信心。利奇在回忆录中这样写道：
原本的计划是在5美元和2.5美元金币上沿用双鹰或20美元金币上同样的设计，但就在尘埃落定前，总统罗斯福请我到白宫共进午餐。他有意安排我和他来自波士顿的朋友、艺术爱好者威廉·斯特吉斯·毕格罗博士会面，后者在改善美国硬币外观方面表现出非常浓厚的兴趣，还为两种较小的金币准备了新设计。他提出，出于我国商业流通的考量，硬币需要均匀地“堆栈”起来，所以其表面应尽可能平整。为了满足银行家和商人的需要，硬币的设计线条、数字和字母最好是下凹而非凸起成浮雕，这样不但给铸币带来了艺术性的创新，而且也可以满意商业流通的需要

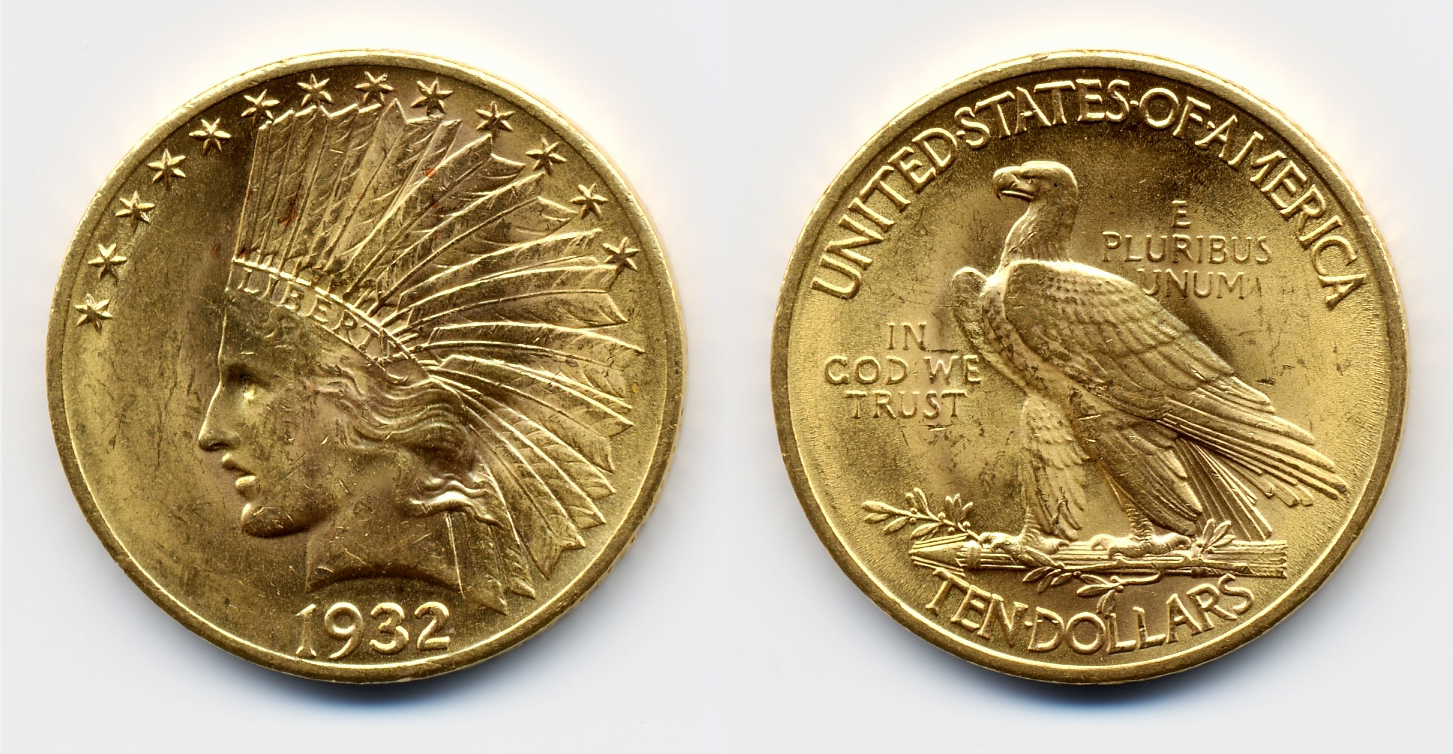
两种印第安人头像金币都是根据圣高登斯的印第安人头像鹰扬金币（图）设计

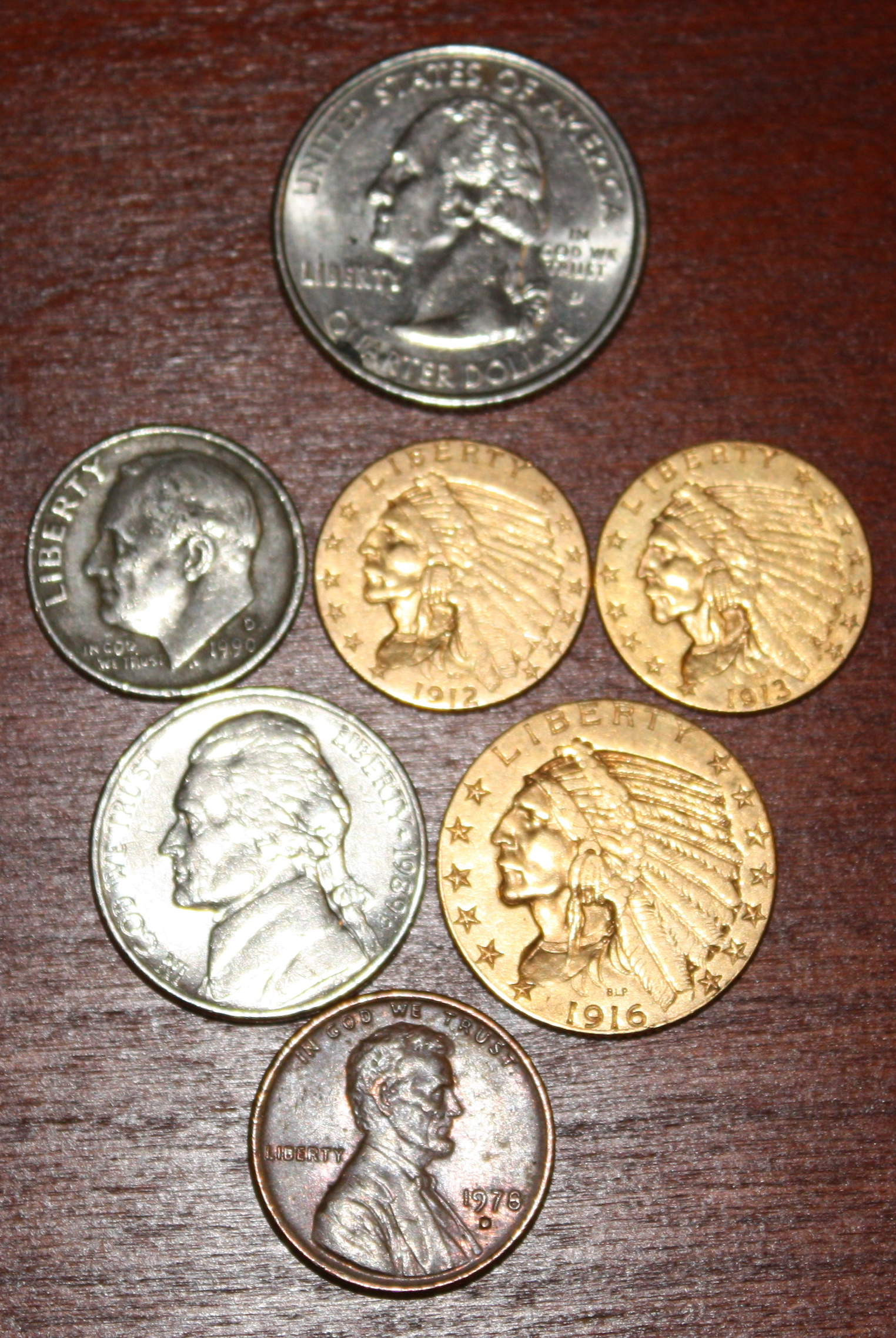
印第安人头像金币与现代金币对比

与总统和毕格罗共进午餐后，利奇同意放弃此前在两种金币上继续沿用双鹰金币设计的打算，与毕格罗和普拉特合作创作新硬币，他还答应会从政府资金裡抽出300美元交给毕格罗，对普拉特的花销作出补偿。总统希望将圣高登斯为10美元金币正面设计的站立雄鹰调整后应用到5美元和2.5美元硬币上，并把原本的浮雕改为凹槽；而且在无需对原有设计做出变更的情况下，把鹰扬金币也换为凹槽设计，不过最后这项思路虽有经过探讨，但从未付诸实践。5月1日，毕格罗在同利奇商谈后致信普拉特，信中表示，如果普拉特打算调整圣高登斯设计的站立雄鹰，利奇也不会反对，但是“如果我是你的话，我不会对原有效果做出太大调整，因为毕竟总统对之还算满意。或许你能让他更满意。”
根据国会于1890年通过的铸币法案规定，任何硬币的设计、模型、模具和轮毂得到批准后，必须要过至少25年才能对其设计或模具作更改。但是，圣高登斯半鹰金币的模具这时已经切割出来，利奇为此不得不寻找法律建议，确认这是否已经属于对设计做了更改，如果是，那么除非获得国会法案批准，否则就必须再等上25年才能做进一步更改。由于罗斯福在5月中旬批准普拉特的金币正面设计，铸币局接下来只要求对设计做细微调整，所以利奇寻求的法律建议肯定是得到了理想的答案。利奇决定，铸币局和普拉特各自设计以站立雄鹰为主题的硬币反面，最终入选的是普拉特的设计，他也在6月29日将模型和铸模送交铸币局。巴伯没有立即根据普拉特的设计着手制作主模，直到8月在新泽西州蒙茅斯縣欧申格罗夫（Ocean Grove）度假回来后才开始。9月21日，费城铸币局将面值总计为75美元（估计是半鹰和四分之一鹰各10枚）的一批实验币发给身在哥伦比亚特区的利奇。利奇将之呈交罗斯福，总统则拿了一枚半鹰实验币送给毕格罗。由于利奇令行禁止将图案币带出铸币局的行为，因此毕格罗拿到的这枚很可能是唯一没有熔毁的图案币。如今，这枚硬币的确切下落依然成谜，没有任何确认存在的印第安人头像图案金币现存于世。利奇批准了设计，巴伯则打算对之再做些小调整。9月26日，利奇致信费城总局局长兰迪斯：
我有义务按总统的期望在11月初就生产出数千枚金币，所以希望这件工作能越快完成越好，我还希望能准备足够的半鹰金币模具，至少能给丹佛（铸币局）和旧金山（铸币局）送去几套（投产）。四分之一鹰金币只会在您（领导）的分局铸造。
毕格罗在两种新币投产后各收到了一枚，他把金币拿给普拉特，后者在给母亲的信中写道：“他们对我为铸币局（创作）的设计做了‘修整’。他们破坏了模具，破坏得非常彻底……但他们又试图重新修饰，天呐！他们搞得一团糟。这些人基本上没有什么巧思，不知到底是屠夫还是铁匠，其中又以那个（巴伯）为首，把这件让我自豪的作品改得让我感到羞愧。”

## 设计

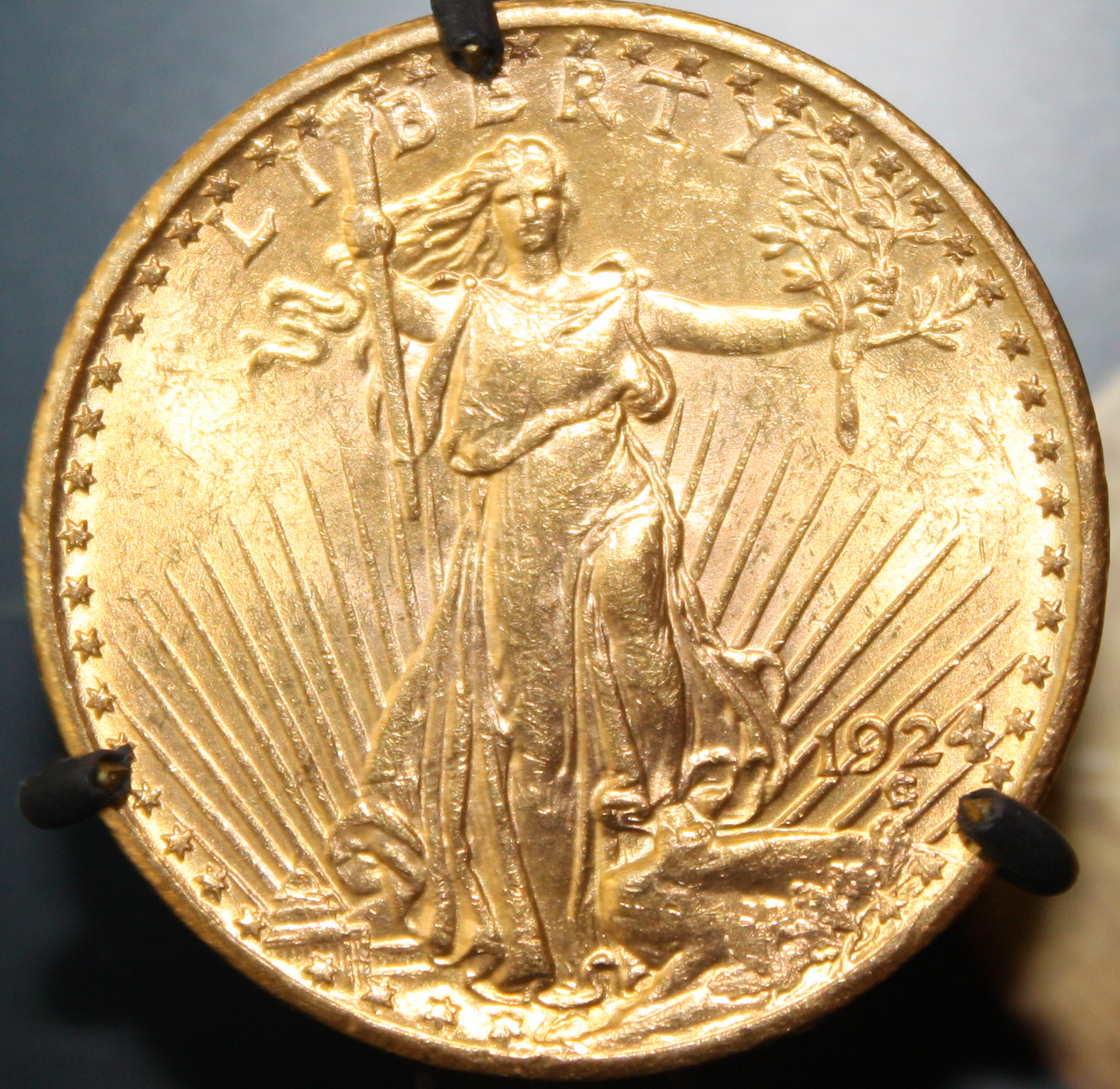
铸币局起初打算将圣高登斯双鹰金币的设计（图）沿用到尺寸较小的两种金币上

半鹰和四分之一鹰的设计完全相同，截至2014年，它们仍然是美国硬币中仅有的两种采用凹槽设计（即图案、文字向内凹入，与向外凸起的浮雕相反）的币种。硬币正面是戴有头饰的男性美洲原住民头像，面朝硬币左边。最下方的年份上刻有设计师的姓名首字母。硬币背面是站在箭头上的老鹰，箭头指向左侧，老鹰的右爪（位于硬币左侧）还抓着橄榄枝。硬币的铸造标记位于箭头左侧。
圣高登斯设计的自由女神形象虽然戴有印第安风格头饰，但无论设计师还是铸币局都没有试图将人物塑造成印第安人形象。钱币学家迈克·福詹兹（Mike Fuljenz）曾于2010年发表著作，以20世纪初的美国金币为主题，书中这样介绍圣高登斯设计的鹰扬金币和双鹰金币正面：“自由女神顶着天马行空的头套，看起来似乎是某种印第安头饰。”
圣高登斯和普拉特设计的金币面世前，只有铸币局前首席雕刻师詹姆斯·巴顿·朗埃克曾于19世纪50年代在美国流通币上刻画过印第安人，一种是印第安人1美分硬币，另一种是1美元和3美元金币的印第安公主设计。普拉特的设计面世后，只有詹姆斯·厄尔·弗雷泽（James Earle Fraser）于1913年设计的野牛镍币，以及2000年面世的萨卡加维亚1美元硬币上出现过印第安人形象。
硬币发行后，有评论认为其上的印第安人太过瘦弱，艺术史学家科尼利厄斯·弗缪尔（Cornelius Vermeule）对此于1970年驳斥称：“这个印第安人还远远称不上瘦弱，硬币设计比美国历史上的其他任何硬币都更有想象力，更加大胆。制作出这些奖章和硬币的普拉特理应受到景仰。”弗缪尔还指出，普拉特设计的这个“瘦弱”印第安人至少标志着硬币设计风格向现实主义转变。
钱币史学家沃尔特·布林（Walter Breen）认为，印第安人头像金币采用的凹槽设计与埃及第四王朝的硬币类似。根据1792年铸币法案的规定，金币正面应该刻有“象征自由的形象”，他指出，在这个时候给硬币正面刻上美洲原住民尤为恰当，因为“印第安人本来都是自由的人，直到被白人的法律贬为三等公民”。并且在布林看来，如果没有巴伯的修改，普拉特设计的雄鹰可与约翰·詹姆斯·奥杜邦的作品相提并论。

## 生产、流通和收藏

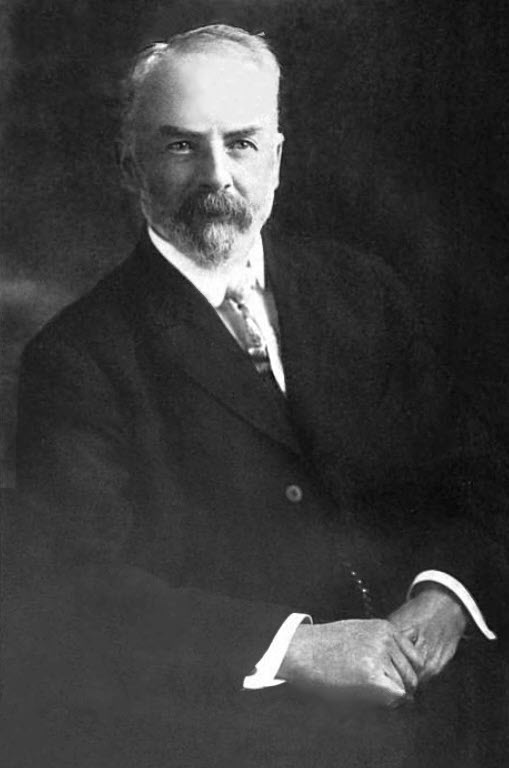
两种新金币发布后受到批评，但铸币局局长弗兰克·利奇对此并不在意。

半鹰金币的模具送到丹佛和旧金山后，两地铸币局都报告在生产过程中遭遇困难。兰迪斯致信两分局局长，告知对方新币的坯饼在生产前需要略加括擦。事实证明，最后生产出来的新币比同面值的早期硬币要薄，这主要是因为图案和文字改为凹槽设计后，空白部分就要比此前的硬币高。这也意味着新币如果和之前的硬币混在一起，那么自动分拣机无法行之有效地将其分类。
新金币于1908年11月上旬开始进入流通，但所获反响不佳。费城钱币学家塞缪尔·查普曼（Samuel Chapman）于12月上旬致信罗斯福，批评两种新币的凹槽极易藏匿污垢和病菌，而且也极易通过雕刻金属圆盘伪造。查普曼还称，新币不能很好地堆叠起来，而且上面所刻的印第安人很“瘦弱”，无论从什么角度看都算不上美观。
据钱币史学家罗杰·伯德特记载，“查普曼的信在白宫引起了一些恐慌”。总统原本准备了措辞强烈的回信，但在毕格罗的劝说下，为新硬币辩护的回信用辞要缓和得多，并且所签的也是毕格罗的名字。针对“瘦弱”印第安人的说法，“这个头像来自不久前所拍的一张照片，上面的印第安人身体非常健康。或许查普曼先生所理解的胖和印第安人的胖并不一致，所以乍看之下会觉得有所保留。”查普曼之后再度来信，还把信件刊登在钱币学杂志上，但此时已成跛腳鴨的罗斯福政府已经没有人再去理会他。据伯德特记载：“新硬币会（继续）发行并保持原样至少25年，除非国会要求更改。”1909年1月2日，利奇在给毕格罗的信中写道：“我有些让他们野蛮的攻击逗乐了，通常我会很希望能够对这类不公正的批评作出回应，但我可以很高兴地说，针对这两种硬币的批评却是个例外，我对现在的结果非常满意。”

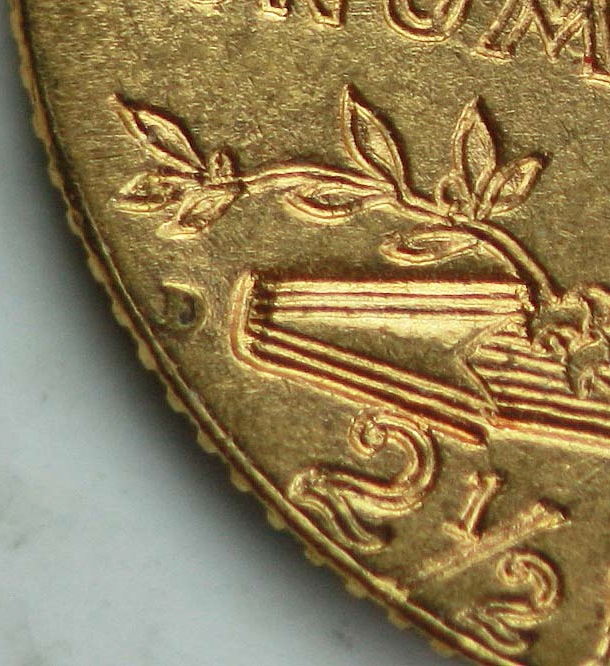
印第安人头像金币的铸造标记位于箭头头侧

半鹰和四分之一鹰自投产后直到1915年裡每年都有生产。西部流通的货币以金币、银币之类的“硬钱”为主，纸币则在东部更为常见。美国出现将金币作为圣诞礼物的流行风潮，各地铸币局会在年尾打造金币，这些金币于12月从银行售出，次年1月下旬又经储户回到金库。1913年，联邦储备系统成立，硬币的流通量相应增加，加上第一次世界大战引起的经济动荡导致黄金价格上涨，金币也随之从市场流通中消失，因此四分之一鹰和半鹰金币分别于1915和1916年停产。战争结束后，黄金没有再恢复流通，铸币局生产的大部分金币都是双鹰金币，用于国际交易，或是对金卷提供价值担保。
四分之一鹰一直是较为流行的圣诞礼物，但财政部留有战前生产的库存，所以并没有很快恢复生产。由于人们更喜欢选择1908年前生产的自由女神头像四分之一鹰作为礼物，所以库存金币的消耗速度很慢。随着自由女神头像硬币逐渐变得稀有，并且价值也超过面值，印第安人头像四分之一鹰终于在1925年再度投产，主要是给人们做为礼物。1925年的四分之一鹰都是在丹佛打造，从1926年开始直至1929年停产期间又都是在费城铸造。随着美国经济陷入大萧条的泥潭，商品交易中已经没有四分之一鹰的需求，铸币局于是中止了生产。
半鹰金币直至1929年才在费城再度生产，但这一年份版本进入流通的很少，并且没有包括在66万8000枚的总铸币量中，属于罕见品种。总统富兰克林·德拉诺·罗斯福于1933年中止金币发行，这样分别于1796和1795年开始发行的四分之一鹰和半鹰金币也成为历史。没有发行的金币于20世纪30年代中期熔毁，一同熔毁的还有从银行及私人手中召回的金币。
按年份和铸币标志分类，印第安人头像2.5美元鹰扬金币共有15种，其中1911年在丹佛铸币局打造的（1911-）最有价值，根据理查德·约曼（Richard S. Yeoman）2014年版的《美国钱币指南手册》（A Guide Book of United States Coins），成色在谢尔顿硬币分级标准中属最低收藏级“-20”或（意为“很好”）的1911-版四分之一鹰价值2850美元。半鹰系列则有24种，1929年版最具价值，其次是1909年在新奥尔良铸币局生产的版本（1909-），这也是该局生产这种金币的最后一年。

### 脚注
1. ↑  Moran 2008，第216頁.
2. ↑  Moran 2008，第235頁.
3. ↑  Hobson 1971，第113頁.
4. ↑  Burdette 2006，第317–318頁.
5. ↑  Burdette 2006，第105頁.
6. ↑  Burdette 2006，第106–107頁.
7. ↑  Hobson 1971，第159–160頁.
8. ↑  Burdette 2006，第318頁.
9. ↑  Burdette 2006，第318–319頁.
10. 1 2  Burdette 2006，第321頁.
11. ↑  Burdette 2006，第324–326頁.
12. ↑  Lange，第98–99頁.
13. ↑  Burdette 2006，第196頁.
14. ↑  Burdette 2006，第326–328頁.
15. ↑  Leach 1917，第381頁.
16. ↑  Burdette 2006，第329頁.
17. ↑  Burdette 2006，第330頁.
18. ↑  Brothers.
19. ↑  Burdette 2006，第331–332頁.
20. 1 2 3  Burdette 2006，第333頁.
21. ↑  Burdette 2006，第334–335頁.
22. ↑  Burdette 2006，第368頁.
23. ↑  Burdette 2006，第339頁.
24. 1 2  Yeoman 2013，第264頁.
25. ↑  Akers 2008，第10–11頁.
26. 1 2  Fuljenz 2010，第16頁.
27. 1 2  Vermeule 1971，第121頁.
28. ↑  Breen 1988，第502頁.
29. ↑  Burdette 2006，第344頁.
30. ↑  Taxay 1983，第326頁.
31. ↑  Taxay 1983，第326–328頁.
32. ↑  Burdette 2006，第358頁.
33. 1 2  Burdette 2006，第358–359頁.
34. ↑  Fuljenz 2010，第9頁.
35. ↑  Burdette 2006，第360頁.
36. 1 2  Fuljenz 2010，第11頁.
37. ↑  Bowers 2004，第240頁.
38. ↑  Lange 2006，第164頁.
39. 1 2  Yeoman 2013，第249頁.
40. ↑  Akers 2008，第122頁.
41. ↑  Yeoman 2013，第243, 253頁.
42. ↑  Lange 2006，第165頁.

### 书目
- Akers, David W.  2nd. Irvine, Cal.: Zyrus Press. 2008. ISBN 978-1-933990-14-9.
- Bowers, Q. David. . Atlanta, Ga.: Whitman Publishing. 2004. ISBN 978-0-7948-1784-8.
- Breen, Walter. . New York, N.Y.: Doubleday. 1988. ISBN 978-0-385-14207-6.
- Burdette, Roger W. . Great Falls, Va.: Seneca Mill Press L.L.C. 2006. ISBN 978-0-9768986-1-0.
- Fuljenz, Mike. . Lumberton, Tex.: Subterfuge Publishing. 2010. ISBN 978-0-9819488-9-8.
- Hobson, Walter. . Garden City, N.Y.: Doubleday and Co. 1971. ISBN 978-0-385-08137-5.
- Lange, David W. . Atlanta, Ga.: Whitman Publishing. 2006. ISBN 978-0-7948-1972-9.
- Leach, Frank. . San Francisco, Cal.: S. Levinson. 1917  [2015-05-13]. （原始内容存档于2020-12-02）.
- Moran, Michael F. . Atlanta, Ga.: Whitman Publishing. 2008. ISBN 978-0-7948-2356-6.
- Taxay, Don.  reprint of 1966. New York, N.Y.: Sanford J. Durst Numismatic Publications. 1983. ISBN 978-0-915262-68-7.
- Vermeule, Cornelius. . Cambridge, Mass.: The Belknap Press of Harvard University Press. 1971. ISBN 978-0-674-62840-3.
- Yeoman, R.S.  67th. Atlanta, Ga.: Whitman Publishing. 2013. ISBN 978-0-7948-4180-5.